# Cyrtandromoea grandiflora
Cyrtandromoea grandiflora är en tvåhjärtbladig växtart som beskrevs av Charles Baron Clarke. Cyrtandromoea grandiflora ingår i släktet Cyrtandromoea och familjen Gesneriaceae. Inga underarter finns listade i Catalogue of Life.